# Mihail Južni
Mihail Mihajlovič Južni [mihaíl mihájlovič júžni] (rusko Михаи́л Миха́йлович Ю́жный), ruski tenisač, * 25. junij 1982, Moskva, Rusija.